# Советский Сахалин
«Советский Сахалин» — общественно-политическая газета Сахалинской области. Издаётся ООО «Редакция газеты „Советский Сахалин“», выходит два раза в неделю.
Издаётся с 1 мая 1925 года. До мая 1947 года редакция находилась в Александровске-Сахалинском, затем переехала в Южно-Сахалинск.
До 1991 года газета была органом Сахалинского областного комитета, Южно-Сахалинского городского комитета КПСС и Сахалинского областного совета  народных депутатов. В настоящее время — независимое издание.

## Основные рубрики
В зеркале десятилетий.
В гостиной.
Воспетые острова.
Сделано на Сахалине.

## История газеты[1]

### Первые номера
Первый номер вышел 1 мая 1925 года без указания издателя. Материалы подготовили В.Я. Аболтин и П.Е. Архаров, входившие в комиссию центрального исполкома СССР, созданную для приёма северной части острова.

25 мая 1925 года совещание при уполномоченном Дальбюро ЦК РКП(б) на Сахалине определяет характер, порядок выпуска и тираж издания:
«Главное назначение – давать информацию о положении Советской России и обслуживать нужды местного крестьянского населения... Установить выход газеты один раз в неделю, по воскресеньям; временно установить цену номера в 20 копеек, выяснив возможность в дальнейшем удешевления газеты. Провести кампанию популяризации газеты и подписки на неё... Считать необходимым увеличение запаса шрифтов, без каковых газета не может нормально работать... Обязать всех партийцев участвовать в газете. Ячейкам и месткомам выделить корреспондентов для освещения жизни партийных ячеек, профессиональной и клубной жизни».
15 июня 1925 года газета становится печатным органом Сахалинского партийного бюро и Сахалинского ревкома.
В 1925 году тираж газеты составляет 350 экземпляров, в 1926-м достигает 450.
С 29 сентября 1926 «Советский Сахалин» выходит два раза в неделю.
В феврале 1927 года в Александровске проходит первое совещание рабселькоров. На нем обсуждаются улучшение газеты и расширение авторского актива.

### 1930-е на Северном Сахалине
С августа 1929 года в газете появляются страницы, посвященные хозяйственному строительству. Редакция создает контрольные посты, проводит проверку принятых социалистических обязательств, устраивает общественные смотры, декадники тревоги, её рабселькоровский отряд участвует в «рейдах легкой кавалерии», «общественных буксирах» и других формах массовой работы. Широко практикуются выезды журналистов на шахты, в леспромхозы, на рыбные промыслы, где выпускаются многотиражные газеты небольшого формата.
4 марта 1932 года выходит тысячный номер «Советского Сахалина».

В 1930-е годы в области, как и по всей стране, разворачивается движение «пятисотниц», «трехтысячниц», стахановское движение. Девушки, прибывшие на остров по призыву Валентины Хетагуровой, со страниц газеты обращались к своим московским подругам: 
«Сахалин... сказочно богат всевозможными ископаемыми, лесом, рыбой. Но здесь нужны люди, которые бы планомерно эти богатства осваивали. Приезжайте к нам на остров, подруги! Остров ждет вас!».

### Репрессии
До начала Великой Отечественной войны газетой руководили четырнадцать редакторов: П. Е. Ахаров (1925), Н. Д. Лебедев (1926–1927), В. Сергеев (1929), К. Р. Швальбе (1929), Д. Шилов (1930–1931), И. Т. Березовский (1931–1932), И. Резников (1932), И. Лившиц (1933–1936), В. Новгородцев (1936), Н. В. Мотов (1937), Л. М. Моров (1938), Л. Б. Паткин (1939), И. И. Бычков (1940), А. Ф. Окулов (1940–1944). Судьба некоторых из них сложилась трагически. Несколько журналистов стали жертвами политических репрессий.
...Постановили: «Признать, что передовая статья “Марш победителей” написана исключительно небрежно и имеет целый ряд политических ошибок»... нет упоминания о том, что социализм в СССР победил окончательно и бесповоротно... Появление статьи свидетельствует о недобросовестном отношении тов. Лившиц к своим обязанностям редактора газеты и о недостаточной революционной бдительности у тов. Лившиц»...
Постановление Сахалинского бюро обкома ВКП(б) от 8 мая 1936 года «О передовой статье, помещенной в первомайском номере газеты “Советский Сахалин”». 

Редактор И. Лившиц бесследно исчезает, вместо него в газету направлен новый руководитель — В. Новгородцев... 
«Строго секретно. Слушали: “О передовой статье “Будьте бдительны!” в газете “Советский Сахалин” № 215. Постановили: бюро считает установленным, что редактор В. Новгородцев игнорировал указание бюро обкома от 8 сентября с. г. о заметке, опубликованной в “Советском Сахалине” 6 сентября, в которой Новгородцевым при редактировании было грубо извращено политическое содержание резолюции рабочих пищекомбината. Новгородцев, лицемерно “признавший” на бюро обкома 8 сентября свою ошибку и давший обещание принять все необходимые меры для предотвращения появления подобных ошибок в будущем, написал и опубликовал 17 сентября контрреволюционную статью... Бюро, усматривая в этих фактах сознательное протаскивание Новгородцевым контрреволюционной троцкистско-зиновьевской клеветы на нашу партию и её руководителей, прикрываемое двурушническими клятвами, постановляет: 1. Новгородцева В. из рядов ВКП(б) исключить. 2. С работы редактора газеты немедленно снять».Постановление Сахалинского бюро обкома ВКП(б) от 17 сентября 1936 года 
...Прошу снять с меня выговор, вынесенный в 1935 году за несвоевременное принятие мер по выявлению контрреволюционной агитации Борбошина. 22 февраля 1936 г. ... Заявление в первичную партийную организацию от кандидата в члены ВКП(б) В. Пинчука. 

### В годы войны
В 1942–1943 годах редакция организовала сбор средств на постройку эскадрильи самолетов «Советский Сахалин». Было собрано свыше 3 млн. рублей.
Работники редакции Василий Пронин, Степан Лукьянов, Николай Назаров сложили головы на полях Великой Отечественной.
После войны не менее 14 сотрудников «Советского Сахалина» были награждены медалью «За доблестный труд в Великой Отечественной войне 1941–1945 гг.».

### В новой столице области
В мае 1947 года после создания Сахалинской области редакция переезжает из Александровска в Южно-Сахалинск. При погрузке на теплоход падает в воду контейнер с архивными материалами. В новой столице области редакция начинает «с чистого листа».
В 1951 году тираж достигает 50 тысяч экземпляров.
В 1954 году в редакции образована издательская группа, на базе которой в 1958 году создается Сахалинское книжное издательство.
В 1960 году плавучей сельдяной базе, построенной на Гданьской северной верфи, присвоено имя «Советский Сахалин». В феврале 1961 года судно пришло в Невельск, где базировалось Управление тралового флота.
В 1975 году указом президиума Верховного Совета СССР «Советский Сахалин» «за плодотворную работу по коммунистическому воспитанию трудящихся Сахалинской области, мобилизации их на выполнение задач хозяйственного и культурного строительства» награждается орденом Трудового Красного Знамени.
В 1960–70-е годы лицо газеты определяют журналисты В. П. Анциферов, О. Р. Лацис, Ю. В. Мокеев, А. И. Пушкарь, К. А. Рендель, И. С. Фролов, Г. П. Шарун, 3. А. Викторова, Н. П. Титова, К. А. Грозин, Н. П. Петроченков, О. Л. Игошина, В. А. Рябчиков, Е. Н. Бабкин, В. И. Финнова.

### Независимое издание
В 1982 году редактором назначается Ф. Ф. Хрусталёв.
В марте 1989 года специальный корреспондент «Советского Сахалина» В. В. Гулий избирается народным депутатом СССР.
В  том же году трудовой коллектив проводит первые выборы руководителя — редактором газеты становится В. М. Сорочан.
С 1 января 1991 года «Советский Сахалин» перестаёт быть органом областного комитета КПСС. В августе в редакционном уставе появляется положение, предусматривающее невозможность существования в редакции оргструктур каких-либо политических партий и движений. С этого времени главная проблематика публикаций — защита прав человека.
В 1996 году «Советский Сахалин» становится лауреатом первого конкурса региональных СМИ «Вся Россия»
В 2005 году побеждает в номинации «Газета года» всероссийского конкурса «Золотой гонг».
В газете работают С. М. Рязанцев, М. М. Войнилович, В. А. Калининский, В. И. Кульбаков, В. П. Гвоздиков, В. И. Никульникова. Многие годы в редакции трудятся В. М. Жердев, В. И. Плотников, А. И. Лашкаев, Н. П. Котляревская, В. В. Горбунов, Л. Н. Степанец, Л. Н. Пустовалова.

### 1925 г.

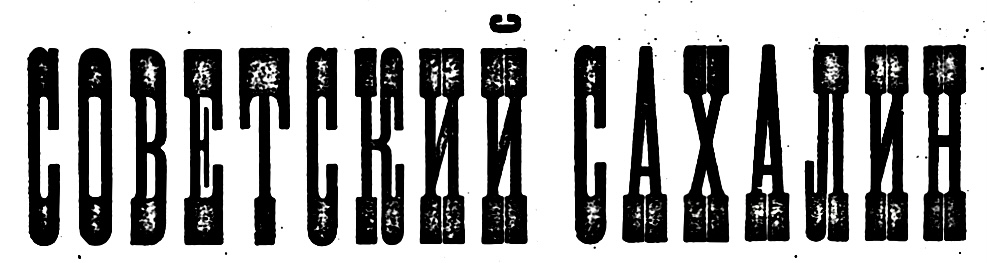
Название в первом номере «Советского Сахалина», 1925 г.

### 1930-34 гг.

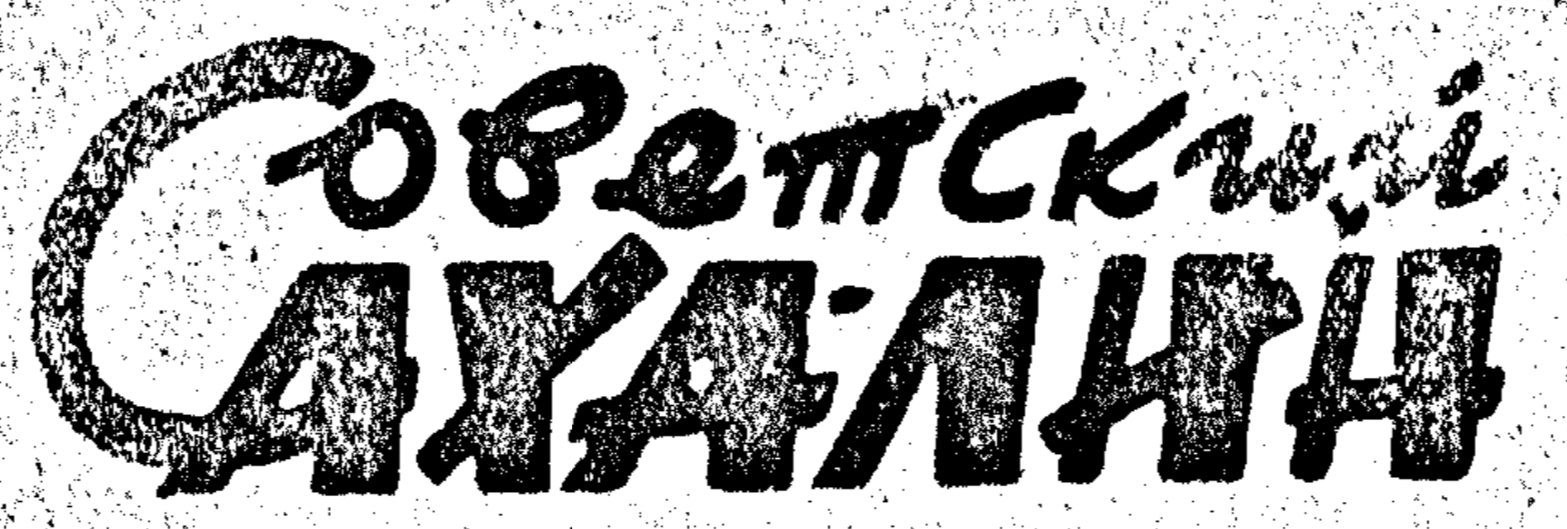
Название «Советский Сахалин», 1930-1934 гг.

## Редакторы
- П. Е. Ахаров (1925)
- Н. Д. Лебедев (1926–1927)
- В. Сергеев (1929)
- К. Р. Швальбе (1929)
- Д. Шилов (1930–1931)
- И. Березовский (1931–1932)
- И. Резников (1932)
- И. Лившиц (1933–1936)
- В. Новгородцев (1936)
- Н. Мотов (1937)
- Л. М. Моров (1938)
- Л. Б. Паткин (1939)
- И. И. Бычков (1940)
- А. Ф. Окулов (1940–1944)
- Л. В. Аверичев (1944–1958)
- В. И. Парамошкин (1958–1982)
- Ф. Ф. Хрусталёв (1982–1989)
- В. М. Сорочан (1989–2018).
- Т. А. Вышковская (2018 по н/в), она впервые и ввела должность главного редактора (до неё во главе газеты  были только редакторы).

## Критика
«...одна из немногих областных газет, выжила и сохранила верность читателю...».  
Владимир Сунгоркин, главный редактор газеты «Комсомольская правда», генеральный директор ЗАО «Комсомольская правда» 